# Recchia gracilis
Recchia gracilis är en skalbaggsart som beskrevs av Martins och Maria Helena M. Galileo 1985. Recchia gracilis ingår i släktet Recchia och familjen långhorningar. Inga underarter finns listade i Catalogue of Life.